# Earlswood
Earlswood est une localité anglaise du Surrey située au sud du centre de Londres.